# Institut du sens politique
L'Institut du Sens Politique est un établissement français d'enseignement supérieur dans le domaine de la gouvernance. Le cursus s'articule autour des différentes sciences humaines et sur l'étude de l'actualité. 
Cet établissement dépend de la Faculté de sciences sociales et économiques de l'Institut catholique de Paris. Fondé en 2007, il est dirigé par Olivier Bobineau.

## Formation
La formation dure 2 ans, au niveau master (Bac+4 et Bac+5), elle poursuit le programme des licences de la Faculté de sciences sociales et économiques (Licence de Sciences sociales et économiques et Licence de Droit-Science Politique). Cependant il n'est pas nécessaire d'avoir suivi une de ces formations pour être admis à Sens-Po. Les études sont sanctionnées par un Master professionnel en sciences sociales et économiques, spécialité Gouvernance, Éthique et sociétés. 

## Admission
L'admission se fait sur dossier et entretien, les étudiants doivent justifier de titres équivalent au niveau Bac+3 pour postuler en M1 et Bac+4 pour postuler en M2. L'école admet également des étudiants diplômés d'écoles de commerce, de communication ou d'ingénieur. L'entretien a lieu, en partie, en anglais.